# École normale supérieure de Lyon

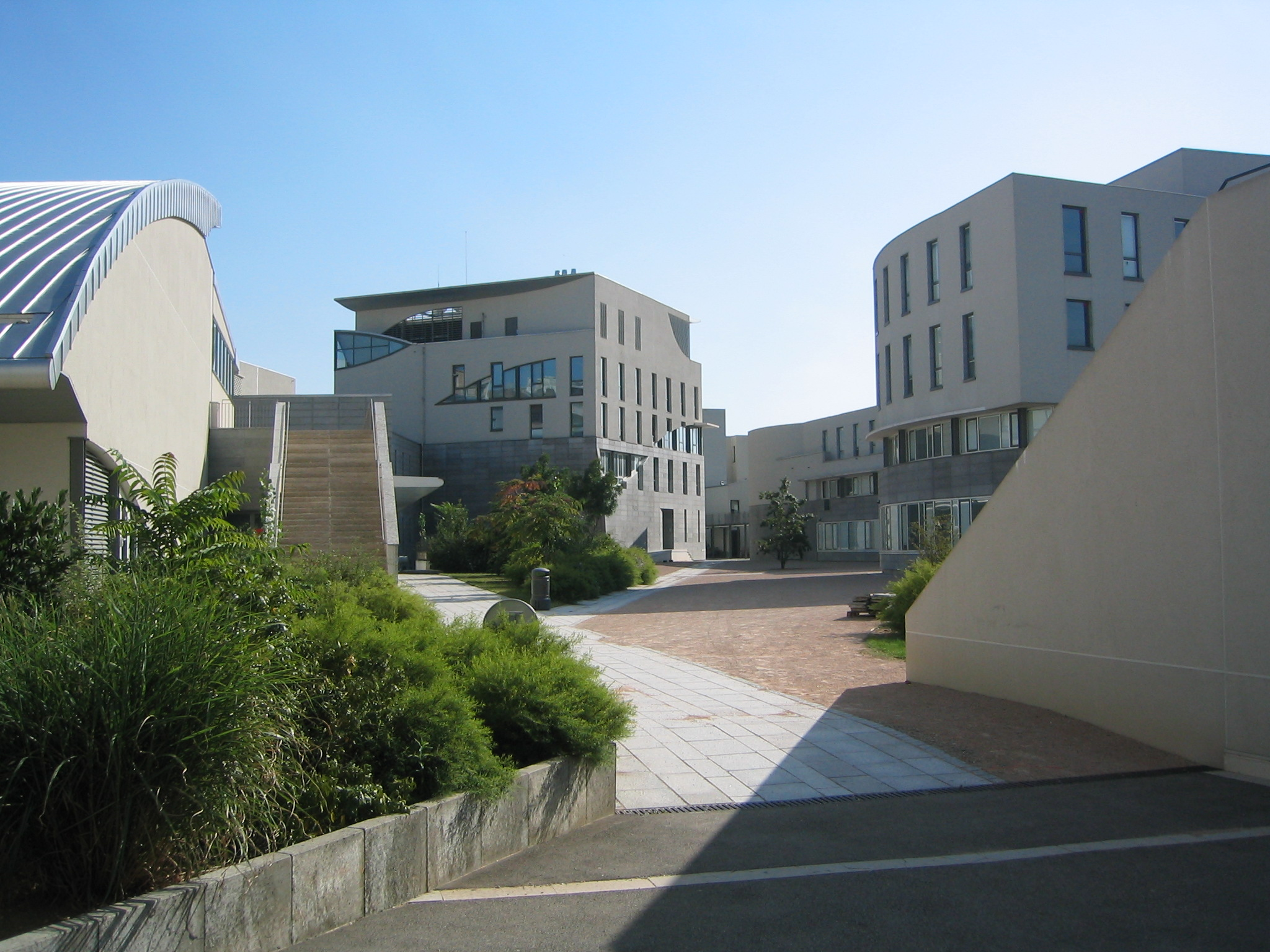
Vista della ENS de Lyon, campus de lettere.

L'École normale supérieure de Lyon ("ENS Lyon" o "Normale Sup' Lyon") è un ente di insegnamento superiore francese di élite, costituito al fine di creare la classe insegnante francese, che fa parte delle Scuole normali superiori francesi. Considerate come facenti parte della struttura delle Grandes écoles, esse sono la tutela del ministero dell'educazione nazionale. 

## Missione ed obiettivi
Le ENS hanno oggi la funzione di formare insegnanti per le scuole secondarie o le classes préparatoires aux grandes écoles o insegnanti-ricercatori delle università e ricercatori degli enti pubblici di ricerca.
La missione originale era quella di formare insegnanti e si incentrò ampiamente nella preparazione del concorso dell'aggregazione. Tuttavia, l'insegnamento non è l'unico proposito delle ENS e gli statuti attuali prevedono che la Scuola formi, con una formazione culturale di alto livello, gli alunni tanto all'investigazione scientifica fondamentale o applicata come all'insegnamento universitario o nelle classi preparatorie alle grandi scuole.
L'importanza relativa di questi differenti obiettivi varia da una ENS ad un'altra, ma in generale si stima che un terzo dei normaliens si orientino verso l'investigazione fondamentale o applicata, un altro terzo verso l'insegnamento, secondario o in classi preparatorie, e l'altro terzo verso l'amministrazione dei grandi aziende dello Stato o del settore privato.

## Altreécoles normales supérieures
Attualmente sul territorio francese esistono altre due Écoles normales supérieures :
- L'école normale supérieure de Paris (essa è chiamata anche École normale supérieure de la rue d'Ulm o ENS Paris) ;
- L'École normale supérieure de Cachan (in regione parigina).